# Castell de Cortsaví
El Castell de Cortsaví fou el castell medieval d'estil romànic del poble de Cortsaví, del terme comunal del mateix nom, a la comarca del Vallespir, Catalunya del Nord.
Està situat a l'espai central del poble actual de Cortsaví, en un turó ampla a l'entorn del qual s'ha anat formant el poble. L'accés a la plataforma del castell es fa a través d'unes escales dissimulades entre les cases existents als seus peus.
Actualment romanen dempeus poques restes del castell, sobretot la part baixa del perímetre murat superior, del qual resten alguns panys de muralles, i algunes restes disperses en la plataforma d'aquest turó. Caldria fer-hi excavacions per tal de treure a la llum el que ha deixat el pas dels anys. Possiblement és un castell del segle xi.